# 늪살무사
늪살무사(영어: cottonmouth, swamp moccasin, water moccasin, black moccasin)는 살무사과 살무사아과 미국살무사속에 딸린 독사 종이다. 미국 남동부에만 서식하는 고유종이다. 세계에 유일한 반수생성 살무사로, 물 속 또는 물가에서 발견된다. 특히 유속이 느린 호소, 시냇물, 소택에 많다. 헤엄을 매우 잘 치며, 바다에서 헤엄치는 것이 목격된 적도 있다. 하지만 진짜 바다뱀들처럼 해양성 종인 것은 아니다. 여러 종의 뱀처럼 때때로 만과 하구에 들어가 평행사도와 본토 사이를 헤엄치는 것으로 알려져 있다.
종명은 라틴어 piscis '물고기'와 voro '(I) 탐욕스럽게 먹다, 삼키다'에서 유래했다. 따라서 학명은 "갈고리 이빨을 지닌 물고기를 먹는 자"로 번역된다. 이 종은 종종 침입자를 향해 자리를 잡고 입을 벌려 입의 흰색 안감을 노출시킨다.

## 설명
늪살무사는 아그키스트로돈속의 가장 큰 종이다. 성체는 일반적으로 전체 길이(꼬리 포함)가 80cm(31인치)를 초과한다. 암컷은 일반적으로 수컷보다 작다. 성인을 대상으로 한 연구당 총 길이는 65~90cm(26~35인치)였다. 평균 체질량은 수컷의 경우 292.5~579.6g(10.32~20.44oz), 암컷의 경우 201.1~254.1g(7.09~8.96oz)인 것으로 밝혀졌다. 때때로 개체의 전체 길이가 180cm(71인치)를 초과할 수 있으며, 특히 범위의 동쪽 부분에서는 더욱 그렇다.
글로이드(Gloyd)와 코넌트(Conant, 1990)에 따르면 더 큰 개체가 야생에서 목격된 것으로 알려졌지만 이 종은 디즈멀 대습지 지역에서 포획되어 필라델피아 동물원에 기증된 표본을 기준으로 전체 길이가 188cm(74인치)였다. 이 뱀은 포획 중에 분명히 부상을 입었고 며칠 후 사망했으며 곧게 펴고 편안하게 측정되었다. 대형 표본은 전체 길이가 약 180cm(71인치)인 표본의 질량이 4.6kg(10lb)인 것으로 알려져 있어 매우 부피가 클 수 있다.
넓은 머리는 목과 뚜렷이 구별되며 주둥이는 옆모습이 뭉툭하고 머리 꼭대기 가장자리가 입보다 약간 더 앞쪽으로 뻗어 있다. 상당한 두개골판이 존재하지만, 정수리판은 특히 뒤쪽으로 조각난 경우가 많다. 로레알 스케일이 없다. 6~9개의 순순상순과 8~12개의 순순하순이 보인다. 몸 중앙에는 등쪽 비늘이 23~27줄로 배열되어 있다. 모든 등 비늘 줄에는 용골이 있지만 가장 낮은 비늘 줄은 약한다. 수컷/암컷의 복부 비늘 번호는 130~145/128~144이고 꼬리 아래 비늘 번호는 38~54/36~50이다.
대부분의 표본은 거의 또는 완전히 검은색이지만(머리와 얼굴 무늬를 제외하고) 색상 패턴은 갈색, 회색, 황갈색, 노란 올리브색 또는 검은색 바탕색으로 구성될 수 있다. 10~17개의 어두운 갈색에서 거의 검은색에 가까운 크로스밴드가 있다. 일반적으로 가장자리가 검은색인 이 가로띠는 때때로 등 정중선을 따라 부서져 몸의 양쪽에 일련의 엇갈린 반띠를 형성한다. 이 크로스밴드는 중앙이 눈에 띄게 더 밝아 바탕색과 거의 일치하며 종종 불규칙한 어두운 표시가 포함되어 있으며 복부 비늘까지 잘 확장된다. 등쪽 띠 패턴은 나이가 들면서 희미해지므로 나이가 많은 개체는 거의 균일한 올리브 갈색, 회갈색 또는 검은색을 띈다. 배는 흰색, 황백색 또는 황갈색이며 어두운 반점이 있으며 뒤쪽으로 갈수록 어두워진다. 배에 있는 어두운 색소의 양은 사실상 전혀 없는 것부터 거의 완전히 검은색까지 다양하다. 머리는 특히 이 종에서 다소 균일한 갈색이다. 물고기자리. 아성체 표본은 미국살무사의 특징과 동일한 종류의 어두운 정수리 반점을 나타낼 수 있지만 때로는 성체에서도 여전히 볼 수 있다. 동부 인구는 넓고 어두운 안후 줄무늬를 가지고 있으며 위와 아래에 옅은 색소가 경계를 이루고 있으며 서부 인구에서는 희미하거나 없다. 머리 밑면은 일반적으로 흰색, 크림색 또는 황갈색이다.
비부유성 유생 및 아성체 표본은 일반적으로 더 대비되는 색상 패턴을 가지며, 밝은 바탕색에 어두운 크로스밴드가 있다. 바탕색은 황갈색, 갈색 또는 적갈색이다. 꼬리 끝은 일반적으로 황색을 띠고, 아성체에서는 녹황색 또는 녹색을 띠고, 성체에서는 검은색으로 변한다. 일부 비부유성 유생의 경우 꼬리에서도 줄무늬 패턴을 볼 수 있다. 어린 뱀은 꼬리 끝을 흔들어 먹이 동물을 유인한다.